# كروان (مغنية)
كروان (جميلة نصور) (1932- 16 أبريل 2001) مطربة سورية، عُرفت باسم (كروان) واسمها الحقيقي جميلة نصور.

## بدايتها
ولدت جميلة نصور التي عُرفت باسم كروان في اللاذقية ثم انتقلت مع عائلتها إلى دمشق في منتصف الأربعينيات حيث انتسبت إلى معهد النجاح وهناك بدأت بالغناء وكانت تؤدي أغنيات أسمهان، وفي عام 1945 شاركت في نادي الأطفال الإذاعي ثم في (كورس) إذاعة دمشق، ثم التحقت بالمعهد الموسيقي التابع للإذاعة حيث تعلَّمت العزف على العود والصولفيج. أطلق عليها الموسيقي الدمشقي مصطفى هلال اسمها الفني كروان، وتعد أغنية (شدوا للهودج والله) من كلمات رفعت العاقل وألحان عدنان قريش هي بدايةَ انطلاقتها الفنية، وزاد مجموع أغانيها في الإذاعة السورية على أربع مئة أغنية.